# Extraño
Extraño è un personaggio dei fumetti pubblicati dalla DC Comics. Comparve per la prima volta in Millennium n. 2 (gennaio 1988), e fu creato da Steve Engelhart e Joe Staton.

## Biografia del personaggio
Durante l'arco narrativo Millennium del 1988 , Extraño faceva parte di un gruppo selezionato dai Guardiani dell'Universo per prendere parte a un esperimento sull'evoluzione umana. Extraño era un uomo peruviano di nome Gregorio De La Vega, di Trujillo City, Sud America.  In qualità di mago minore, i suoi poteri magici furono potenziati dalla procedura e anche i suoi compagni partecipanti acquisirono nuove abilità. Insieme, hanno formato la squadra di supereroi New Guardians e si sono impegnati a combattere il male ovunque si nascondesse sulla Terra. 
Extraño inizialmente indossa abiti larghi e colorati e si riferisce a se stesso come "Zietta", spesso impartendo consigli dei genitori ai suoi compagni di squadra. Servendo come mago residente della squadra, poteva sparare raffiche di energia dalle sue mani, levitare ed eseguire un gran numero di "trucchi da palcoscenico, comprese le" palle "da ping-pong" per superare in astuzia i suoi nemici. Aveva un sincero senso di giustizia e amore per la vita che lo hanno reso popolare tra i suoi compagni di squadra. Durante il breve periodo di The New Guardians , Extraño ha acquisito un potente teschio di cristallo (che sembrava amplificare notevolmente le sue capacità) e un costume da supereroe più tradizionale, "maschile", forse come reazione ai commenti dei lettori. 
In The New Guardians , Extraño ha aiutato la sua squadra a sconfiggere un certo numero di supercriminali mentre faceva del suo meglio per assistere i compagni di squadra con i loro problemi personali. In una missione in particolare, è stato attaccato da un "vampiro dell'AIDS" chiamato Hemo-Goblin. Successivamente è stato confermato di essere sieropositivo, ma non è chiaro se fosse stato infettato da Hemo-Goblin o se fosse già stato infettato prima della sua introduzione. Sebbene non mostrasse segni esteriori della malattia, la sua infezione rimase un punto della trama un po' 'poco ortodosso. Sebbene i Guardiani abbiano continuato a combattere i malfattori dietro le quinte anche dopo la fine del loro fumetto, la loro base dell'isola è stata attaccata e inghiottita dal cattivo Entropy nelle pagine di Lanterna Verde.. Per un po' 'si è pensato che Extraño fosse morto durante questo incidente, ma la successiva ricomparsa di altri Nuovi Guardiani mette in dubbio questo. 
Dopo gli eventi che hanno modificato la cronologia del rilancio del DC Rebirth del 2016 , Henry Bendix cerca di reclutare Extraño contro Midnighter e Apollo , ma Gregorio De La Vega ora evita il suo personaggio precedente e rifiuta.  Midnighter successivamente si reca a Gregorio's Lima, casa in Perù , The Sacrarium , che Gregorio condivide con un uomo di nome Hugh (probabilmente il therianthrope noto come il diavolo della Tasmania ) e una ragazza adottata con le ali di nome Suri. Gregorio accetta di aiutare Midnighter e individua l'anima di Apollo all'Inferno, dove è stata relegata dopo l'incontro di Apollo con Mawzir .  ScrittoreSteve Orlando , che è bisessuale, spiega la sua decisione di reintrodurre il personaggio, dicendo: "Con un libro come Midnighter & Apollo , che da copertina a copertina è una lettera d'amore per i personaggi queer e la nostra lotta per vivere, essere visibili e amare, sentivo il diritto di tornare a uno dei primi e reintrodurre Gregorio in una nuova generazione ". 
Rappresentando esteriormente lo stereotipo dell'uomo "gay", Extraño vestiva inizialmente dei vestiti con colori sgargianti e aveva un atteggiamento molto allegro e gioviale. Si riferiva a sé stesso come alla "Zietta" ed era solito dispensare consigli ai suoi compagni di squadra. In realtà, sarebbe il primo supereroe apertamente omosessuale, una distinzione solitamente attribuita al supereroe della Marvel Comics Northstar che, sebbene fu creato anni prima della venuta di Extraño, era un personaggio molto più popolare che fece coming out solo dieci anni dopo il suo debutto.

## Poteri e abilità
Essendo un mago, Extraño possiede una grande abbondanza di abilità collegate a questo nome. A differenza dei trucchi da palcoscenico, questi incantesimi sono parte della vera magia, e possono essere utilizzati per una varietà infinita di effetti.
Servendo come mago fisso del gruppo, poteva lanciare raggi d'energia dalle mani, levitare, ed eseguire una serie di "trucchi da palcoscenico, incluse le palle da ping-pong" per sbalordire i suoi nemici. Avendo di solito il ruolo di colui che alleviava la tensione, il suo comportamento fiammeggiante, per i lettori, passava da divertente a odioso. Possedeva un innato senso della giustizia e di amore per la vita che lo rese popolare tra i suoi compagni. Durante il breve corso di The New Guardians, Extraño acquisì un potente teschio di cristallo (che sembrava aumentare ulteriormente le sue abilità) e un costume da supereroe più "mascolino", forse come reazione ai commenti dei lettori.